# Ai confini del mondo - La vera storia di James Brooke
Ai confini del mondo - La vera storia di James Brooke (Edge of the World) è un film del 2021 diretto da Michael Haussman.
La pellicola narra le vicende dell'avventuriero James Brooke, inviato dal governo britannico ad esplorare il Borneo, dove diventerà Rajah del regno di Sarawak.

## Trama
Il film ripercorre la biografia di James Brooke a partire dal momento in cui arriva nel Borneo, accompagnato dal cugino Arthur Crookshan e dal nipote Charles. Dopo essere entrato in contatto con la popolazione indigena, ne conquista a poco a poco la fiducia e diventa il primo Rajah del Sarawak, mantenendone l'indipendenza dalle mire coloniali dell'Inghilterra, cercando di combattere la schiavitù e la tradizione dei tagliatori di teste e combattendo contro i pirati locali, pagando anche un alto prezzo personale.

## Produzione
Il film, inizialmente intitolato Rajah, è stato girato nel  Sarawak, nei luoghi delle vicende storiche.

## Promozione
Il primo trailer del film è stato diffuso il 23 aprile 2021.

## Distribuzione
Negli Stati Uniti e nel Regno Unito il film è stato distribuito direct-to-video e in digitale dal 21 giugno 2021.